# Waddy Wachtel
Pour les articles homonymes, voir Wachtel.
Robert "Waddy" Wachtel est un musicien (particulièrement guitariste), compositeur américain de musiques de films né en 1947 à New York (États-Unis). Waddy Wachtel a travaillé comme guitariste de studio pour différents artistes, comme Linda Ronstadt, Stevie Nicks, Keith Richards (il a notamment été guitariste du groupe The X-pensive Winos), The Rolling Stones (jouant les parties solo de Saint Of Me), Jon Bon Jovi, James Taylor, Iggy Pop,Bryan Ferry, et Warren Zevon.

## Filmographie

### comme compositeur
- 1978 : Faut trouver le joint (Up in Smoke)
- 2001 : Joe La Crasse (Joe Dirt)
- 2003 : Dickie Roberts: Ex-enfant star (Dickie Roberts: Former Child Star)
- 2006 : Le Garçon à mamie (Grandma's Boy)
- 2006 : The Benchwarmers
- 2006 : The Last Request
- 2008 : Strange Wilderness
- 2013 : All Is by My Side de John Ridley
- 2015 : Joe La Crasse 2 : Un bon gros loser (Joe Dirt 2:Beautiful Loser) de Fred Wolf

### comme acteur
- 1972 : L'Aventure du Poseidon (The Poseidon Adventure) : Crump, Guitarist #1